# Andrea Rangel
Andrea Alejandra Rangel Hernández (Monclova, 19 maggio 1993) è una pallavolista messicana naturalizzata portoricana, opposto delle Cangrejeras de Santurce.

## Biografia
Proviene da una famiglia di pallavolisti, essendo la sorella minore di Jesús, Arcelia e Pedro Rangel. È sposata con l'allenatore di pallavolo portoricano Jamille Torres.

## Caratteristiche tecniche
Gioca inizialmente come schiacciatrice, prima di iniziare a disimpegnarsi quasi esclusivamente nel ruolo di opposto.

## Carriera

### Club
La carriera di Andrea Rangel inizia nella formazione statale del Nuevo León. Nella stagione 2016 gioca per la prima volta all'estero, ingaggiata dalle Orientales de Humacao, franchigia della Liga de Voleibol Superior Femenino, dove resta anche nella stagione seguente, quando viene inserita nello All-Star Team del torneo.
Si trasferisce alle Changas de Naranjito per la Liga de Voleibol Superior Femenino 2019, venendo naturalizzata e quindi schierata come giocatrice locale: dopo due annate a Porto Rico, nella stagione 2020-21 si trasferisce nella Superliga russa, dove difende i colori della Dinamo-Metar; rientra quindi in forza alle Changas de Naranjito per la Liga de Voleibol Superior Femenino 2021, mentre nella stagione seguente è nuovamente nella massima divisione russa, ma con l'Enisej.
Dopo una pausa per maternità, torna in campo nella Liga de Voleibol Superior Femenino 2023 con la franchigia di Naranjito, venendo premiata come miglior ritorno, mentre nell'edizione seguente del torneo difende i colori delle Cangrejeras de Santurce, giocando come schiacciatrice e vincendo lo scudetto: resta in forza alla formazione capitolina anche nella Liga de Voleibol Superior Femenino 2025, tornando al ruolo di opposto.

### Nazionale
Dal 2010 fa parte della nazionale messicana con la quale, pur non riuscendo a vincere alcuna medaglia, si mette in mostra, venendo premiata come miglior opposto alla Coppa panamericana 2014 e miglior realizzatrice e schiacciatrice al campionato nordamericano 2015; fa inoltre parte della nazionale under 23 impegnata al campionato mondiale 2013. 
Nel 2018 viene insignita del premio come miglior realizzatrice ai XXIII Giochi centramericani e caraibici, chiusi con la sua nazionale al quarto posto, bissando il premio al campionato nordamericano 2019.

## Palmarès

### Club
- Campionato portoricano: 1

2024

### Premi individuali
- 2014 - Coppa panamericana: Miglior opposto
- 2015 - Campionato nordamericano: Miglior realizzatrice
- 2015 - Campionato nordamericano: Miglior schiacciatrice
- 2017 - Liga de Voleibol Superior Femenino: All-Star Team
- 2018 - Giochi centramericani e caraibici: Miglior realizzatrice
- 2019 - Campionato nordamericano: Miglior realizzatrice
- 2020 - Qualificazioni nordamericane ai Giochi della XXXII Olimpiade: Miglior opposto
- 2023 - Liga de Voleibol Superior Femenino: Miglior ritorno